# Charles Buchel
Charles Buchel (1872-1950) fue un pintor británico.

## Biografía
Nació bajo el nombre Karl August Büchel en la ciudad de Maguncia, Alemania. A una temprana edad, se trasladó junto a su familia a Inglaterra. Buchel estudió en la Royal Academy de Londres, y posteriormente, en 1898, fue contratado por el actor Herbert Beerbohm Tree, con quien trabajó durante aproximadamente dieciséis años.
Durante aquel período, el artista realizó varios retratos de Tree, y diseñó cárteles publicitarios y programas para el teatro. Trabajó además como ilustrador de revistas de teatro. Su labor ligada a esa actividad artística le permitió retratar a actores como Lily Langtry, Henry Irving y George Alexander.